# Comments on Inorganic Chemistry
Comments on Inorganic Chemistry, abgekürzt Comments Inorganic Chem.,  ist eine wissenschaftliche Fachzeitschrift, die vom Taylor & Francis-Verlag veröffentlicht wird. Die erste Ausgabe erschien im Jahr 1981. Derzeit erscheint die Zeitschrift mit sechs Ausgaben im Jahr. Es werden Artikel veröffentlicht, die sich kritisch mit aktuellen Fragen der anorganischen Chemie beschäftigen.
Der Impact Factor lag im Jahr 2014 bei 1,0. Nach der Statistik des ISI Web of Knowledge wird das Journal mit diesem Impact Factor in der Kategorie anorganische Chemie an 33. Stelle von 44 Zeitschriften geführt.